# Automobiles Orel
Automobiles Orel est un constructeur automobile français.

## Production
L’entreprise basée à Argenteuil a commencé à produire des automobiles en 1905. Le nom de la marque était Orel. Le premier modèle de type A était l’Orel 8 HP avec un moteur à deux cylindres, suivi de l’Orel Type B avec un moteur monocylindre de 7 HP. Le troisième Type C avait un moteur quatre cylindres de 12 HP. Le moteur de type A avait 1108 cm³ avec un alésage de 84 mm et une course de 100 mm. Le moteur de type B avait 942 cm³ avec un alésage de 100 mm et une course de 120 mm. Le moteur quatre cylindres de type C avait 1590 cm³ avec un alésage de 75 mm et une course de 90 mm. Alors que la voiture de 7 HP atteignait une vitesse de 35 km/h, celle-ci était déjà de 45 km/h pour le véhicule de 8 HP. Le Type C Orel 12 HP le plus puissant atteignait déjà 50 km/h. Le prix de vente au détail du biplace de 7 CV était de 2950 francs. Allvelo de Landskrona en Suède a produit un modèle, appelé Allvelo Orel, sous licence.
La production s’est terminée en 1914.

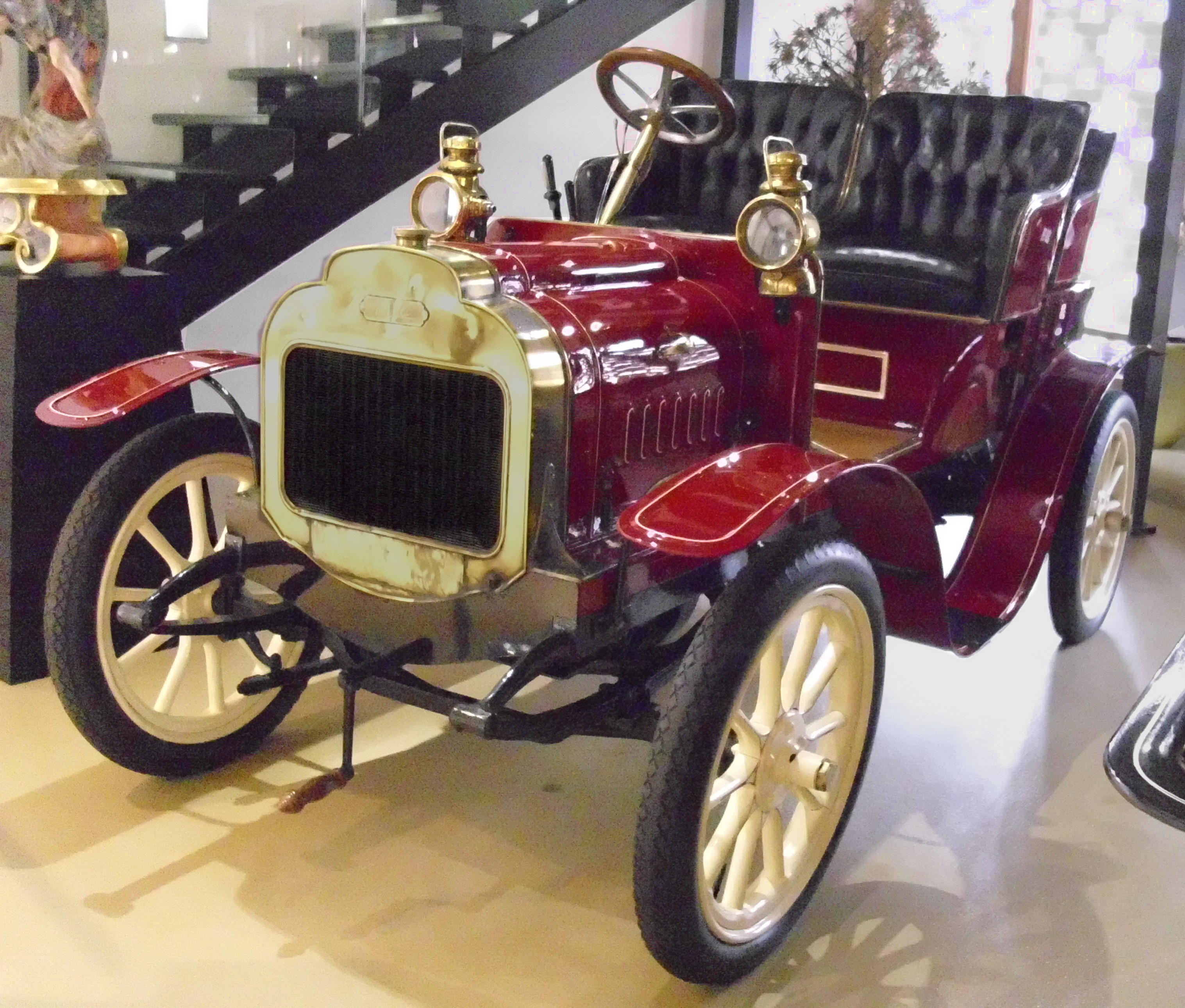
Orel 8 CV (1907)

## Référence
1. ↑  « Orel; Armes et sports : revue illustrée » (consulté le 31 octobre 2024)